# Crabtree obserwujący przejście Wenus A.D. 1639
Crabtree obserwujący przejście Wenus A.D. 1639 – obraz angielskiego malarza Forda Madoxa Browna. Obraz ten należy do serii dwunastu obrazów nazwanej The Manchester Murals. Powstał około 1903 roku, a obecnie jest przechowywany w Manchester Town Hall.

## Temat obrazu
Obraz przedstawia Williama Crabtree obserwującego tranzyt Wenus. Światło słoneczne poprzez znajdującą się w okiennicy lunetę trafia na przygotowany ekran znajdujący się na strychu jego sklepu. W tym czasie żona kupca uspokaja kapryszące dzieci.
Obraz przedstawia wydarzenie, które miało miejsce w niedzielę 24 listopada (4 grudnia nowego stylu) 1639 roku. W rzeczywistości jednak William Crabtree obserwował to zjawisko razem ze swoim przyjacielem Jeremiahem Horrocksem, który na podstawie Tablic rudolfińskich opracowanych przez Johannesa Keplera przewidział datę tego wydarzenia. Horrocks napisał później: zatopiony w kontemplacji [Crabtree] stał przez jakiś czas zupełnie nieruchomo, ledwie ufając swoim zmysłom, tak ogromnie był uradowany. Tak więc dzięki Horrocksowi William Crabtree stał się w ten sposób świadkiem pierwszej obserwacji tranzytu Wenus.